# Oxkarbazepin
Az oxkarbazepin egy antikonvulzív és hangulatjavító gyógyszer. Leginkább epilepszia és bipoláris zavarok kezelésére szolgál.

## Hatása
Az oxkarbazepin elsősorban monohidroxi-metabolitján (MHD) keresztül fejti ki farmakológiai hatását. A legújabb kutatási eredmények szerint az oxkarbazepin és az MHD antikonvulzív hatása az agy feszültségfüggő Na-csatornáinak gátlása révén nyilvánul meg. Terápiás koncentrációban mindkét hatóanyag stabilizálja az idegsejt-membránt és gátolja a Na-függő akciós potenciálok által fenntartott, ismétlődő, nagyfrekvenciájú kisüléseket. A szinaptikus ingerületátvitel folyamatának csökkentésével meggátolják a szinaptikus impulzusok tovaterjedését.
Az antikonvulzív hatáshoz a sejtmembrán fokozott kálium-vezetőképessége és a – nagy feszültség hatására aktiválódó – kalciumcsatornák modulációja is hozzájárul. Az agyi neurotranszmitterekkel vagy a modulátor receptorhelyekkel szignifikáns interakciót nem találtak.

## Mellékhatások
Az oxkarbazepin szédülést, álmosságot, homályos vagy kettős látást, fáradtságot, fejfájást, émelygést, és hányást okozhat. A betegek 2,7%-ánál hyponatremia jelentkezhet, ezért ha a beteg komoly fáradtságot jelez, szükséges ellenőrizni a vér nátriumszintjét.
Súlyos mellékhatások: anafilaxiás sokk, máj problémák, hasnyálmirigy gyulladás,öngyilkossági késztetés, és abnormális szívritmus.
Az oxkarbazepin és az aktív metabolitja (MHD) kiválasztódik az anyatejben. Az oxkarbazepinre adott ellenséges reakciókra való lehetőség miatt számításba kell venni a gyógyszer fontosságát az anyának és esetlegesen abbahagyni a szedését.

## Készítmények
- APYDAN
- TRILEPTAL

## Külső oldalak

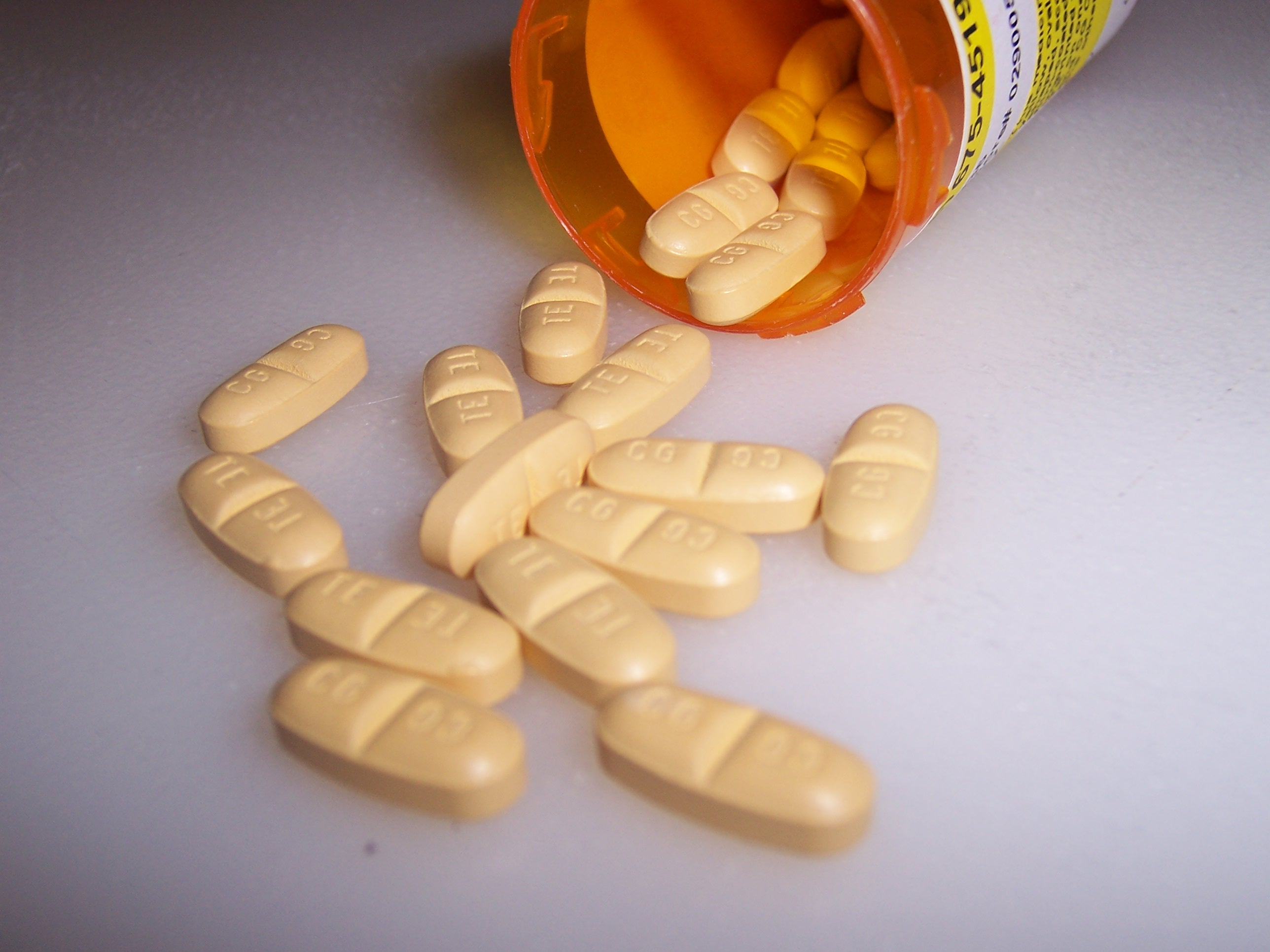
300mg Trileptal tablets

- RxList entry
- https://web.archive.org/web/20040811012851/http://www.psycheducation.org/depression/meds/moodstabilizers.htm
- https://web.archive.org/web/20071214204257/http://www.psycheducation.org/depression/meds/trileptal.htm
- DrugBank entry